# Andrzej Bartkowiak
Andrzej Bartkowiak (Łódź, 6 de março de 1950) é um cineasta e diretor de fotografia polonês, faz parte da American Society of Cinematographers.

## Filmografia

### Como diretor de fotografia
- Prince of the City (1981)
- Deathtrap (1982)
- The Veredict (1982)
- Daniel (1983)
- Terms of Endearment (1983)
- Garbo Talks (1984)
- Prizzi's Honor (1985)
- Power (1986)
- The Morning After (1986)
- Nuts (1987)
- Twins (1988)
- Family Business (1989)
- Q&A (1990)
- Hard Promises (1991)
- A Stranger Among Us (1992)
- Falling Down (1993)
- Guilty as Sin (1993)
- Speed (1994)
- A Good Man in Africa (1994)
- Loosing Isaiah (1995)
- Species (1995)
- The Mirror Has Two Faces (1996)
- Dante's Peak (1997)
- The Devil's Advocate (1997)
- U.S. Marshals (1998)
- Lethal Weapon 4 (1998)
- Gossip (2000)
- Thirteen Days (2000)

### Como diretor
- Romeo Must Die (2000)
- Exit Wounds (2001)
- Cradle 2 the Grave (2003)
- Doom (2005)
- Street Fighter: The Legend of Chun-Li (2009)